# IC 2141
IC 2141 — галактика типу *3 (потрійна зірка) у сузір'ї Живописець.
Цей об'єкт міститься в оригінальній редакції індексного каталогу.